# GODIEGO GREAT BEST
『GODIEGO GREAT BEST』（ゴダイゴ・グレイト・ベスト）は
1. 1994年5月21日に発売されたゴダイゴの12枚目のベスト・アルバム（『GODIEGO GREAT BEST VOL.1 Japanese Version（ゴダイゴ・グレイト・ベスト1 日本語版）』）。
2. 1.と同時発売されたゴダイゴの13枚目のベスト・アルバム（『GODIEGO GREAT BEST VOL.2 English Version（ゴダイゴ・グレイト・ベスト2 英語版』）。

上記2作品の総称である。両作とも本記事にて解説する。初発はCDでの発売だったが、同年9月21日にカセットで再発されている。2009年3月18日にリマスター音源が採用され、Hi Quality CD盤（以下:HQCD盤）として再発された（収録曲は同じ）。2016年11月16日には、本作のハイレゾ版（24bit/96khz）の配信が開始された。
なお、必要な場合を除き、『GODIEGO GREAT BEST』の名称は省略して解説する。

## 解説
- リリースされた時点で、過去にリリースされたベスト・アルバムの中では、最多の売り上げを誇っている。
- 当ベスト・アルバムには、『VOL.1 Japanese Version』と『VOL.2 English Version』の2種類があり、前者には日本語版、後者には英語版が収録されている。
- ボーナス・トラック（Bonus Track）には、「僕のサラダ・ガール（SALAD GIRL）」と「モンキー・マジック（MONKEY MAGIC）」の2曲が収録されているが、これらはヴァージョンを問わず、全詞英語である。
- 曲順はそれぞれ同じであるが、一部演奏などが異なる曲もある。
- ゴダイゴ名義ではなく、タケカワユキヒデのソロ名義の曲も一部収録されている。
- 日本語版と英語版の両方が製作された楽曲では、当時英語版が未発売だった「テイキング・オフ!（TAKING OFF!）」が収録されていない。

## 価格・品番
初発（1994年5月21日）
- 価格:各1,835円（税込）
- 品番:「VOL.1 Japanese Version」=COCA-11601
- 品番:「VOL.2 English Version」=COCA-11602

再発・HQCD盤（2009年3月18日）
- 価格:各2,310円（税込）
- 品番:「VOL.1 Japanese Version」=COCP-35510
- 品番:「VOL.2 English Version」=COCP-35511

## 収録曲
| CD                | カセット          | VOL.1 Japanese Version（日本語版） | VOL.2 English Version（英語版） |
| ----------------- | ----------------- | --- | --- |
| 01                | A-1               | ビューティフル・ネーム 作詞:奈良橋陽子、伊藤アキラ 作曲:タケカワユキヒデ 編曲:ミッキー吉野 （アルバム・ヴァージョン）                                            | EVERY CHILD HAS A BEAUTIFUL NAME 作詞:奈良橋陽子 作曲:タケカワユキヒデ 編曲:ミッキー吉野 （シングル・ヴァージョン）                     |
| 02                | A-2               | ハピネス 作詞:山川啓介、奈良橋陽子 作曲:タケカワユキヒデ 編曲:ミッキー吉野 （タケカワユキヒデのソロ名義だが、演奏はゴダイゴ）                                    | HAPPINESS 作詞:奈良橋陽子 作曲:タケカワユキヒデ 編曲:ミッキー吉野 （タケカワユキヒデのソロ名義だが、演奏はゴダイゴ）                    |
| 03                | A-3               | ガンダーラ 作詞:山上路夫、奈良橋陽子 作曲:タケカワユキヒデ 編曲:ミッキー吉野 （シングル・ヴァージョン）                                                          | GANDHARA 作詞:奈良橋陽子 作曲:タケカワユキヒデ 編曲:ミッキー吉野 （アルバム・ヴァージョン）                                             |
| 04                | A-4               | 銀河鉄道999 作詞:奈良橋陽子、山川啓介 作曲:タケカワユキヒデ 編曲:ミッキー吉野                                                                                    | THE GALAXY EXPRESS 999 作詞:奈良橋陽子 作曲:タケカワユキヒデ 編曲:ミッキー吉野                                                          |
| 05                | A-5               | ホーリー&ブライト 作詞:山上路夫、奈良橋陽子 作曲:タケカワユキヒデ 編曲:ミッキー吉野                                                                              | HOLY AND BRIGHT 作詞:奈良橋陽子 作曲:タケカワユキヒデ 編曲:ミッキー吉野                                                                 |
| 06                | A-6               | リターン・トゥ・アフリカ 作詞:山上路夫、奈良橋陽子 作曲:タケカワユキヒデ 編曲:ミッキー吉野                                                                       | RETURN TO AFRICA 作詞:奈良橋陽子 作曲:タケカワユキヒデ 編曲:ミッキー吉野                                                                |
| 07                | A-7               | ポートピア 作詞:百田直裕、奈良橋陽子、伊藤アキラ 作曲:タケカワユキヒデ 編曲:ミッキー吉野                                                                         | PORTOPIA 作詞:奈良橋陽子 作曲:タケカワユキヒデ 編曲:ミッキー吉野                                                                        |
| 08                | A-8               | ナマステ 作詞:奈良橋陽子、山川啓介 作曲:タケカワユキヒデ 編曲:ミッキー吉野 （シングル・ヴァージョン）                                                            | NAMASTE 作詞:奈良橋陽子 作曲:タケカワユキヒデ 編曲:ミッキー吉野 （シングル・ヴァージョン、スタジオ録音版）                              |
| 09                | B-1               | 愛の3(スリー)イヤーズ 作詞:山川啓介、H.E.R.BARNES 作曲:タケカワユキヒデ 編曲:ミッキー吉野                                                                        | THREE YEARS OF LOVE 作詞:H.E.R.BARNES 作曲:タケカワユキヒデ 編曲:ミッキー吉野                                                           |
| 10                | B-2               | アフター・ザ・レイン 作詞:奈良橋陽子、山川啓介 作曲:タケカワユキヒデ 編曲:ミッキー吉野 （日本語版はゴダイゴ名義だが、演奏はミッキー吉野以外不参加）              | AFTER THE RAIN 作詞:奈良橋陽子 作曲:タケカワユキヒデ 編曲:ミッキー吉野 （英語版はタケカワのソロ名義。『Lyena』収録ヴァージョン）        |
| 11                | B-3               | ドキ・ドキ・サマー・ガール 作詞:岡田冨美子、WILL WILLIAMS 作曲:タケカワユキヒデ 編曲:ミッキー吉野 （タケカワのソロ名義。演奏はミッキー吉野・浅野孝已・TALIZMAN） | DOKI DOKI SUMMER GIRL 作詞:WILL WILLIAMS 作曲:タケカワユキヒデ 編曲:ミッキー吉野 （タケカワのソロ名義。演奏はミッキー・浅野・TALIZMAN） |
| 12                | B-4               | (カミング・トゥゲザー・イン・)カトマンズ 作詞:奈良橋陽子、松本隆 作曲:タケカワユキヒデ 編曲:ミッキー吉野 （シングル・ヴァージョン）                              | COMING TOGETHER IN KATHMANDU 作詞:奈良橋陽子 作曲:タケカワユキヒデ 編曲:ミッキー吉野 （アルバム・ヴァージョン）                         |
| 13                | B-5               | ア・グッド・デイ 作詞:奈良橋陽子、山川啓介 作曲:タケカワユキヒデ 編曲:ミッキー吉野                                                                               | A GOOD DAY 作詞:奈良橋陽子 作曲:タケカワユキヒデ 編曲:ミッキー吉野                                                                      |
| 14                | B-6               | マジック・カプセル 作詞:奈良橋陽子、伊藤アキラ 作曲:タケカワユキヒデ、ミッキー吉野 編曲:ミッキー吉野                                                             | MAGIC CAPSULE 作詞:奈良橋陽子 作曲:ミッキー吉野、タケカワユキヒデ 編曲:ミッキー吉野 （ライヴ・ヴァージョン、スタジオ録音版は未発売）    |
| ボーナス･トラック | ボーナス･トラック | ボーナス･トラック | Bonus Track |
| 15                | B-7               | 僕のサラダ・ガール 作詞:奈良橋陽子 作曲:タケカワユキヒデ 編曲:ミッキー吉野 （全詞英語、シングル・ヴァージョン）                                                  | SALAD GIRL 作詞:奈良橋陽子 作曲:タケカワユキヒデ 編曲:ミッキー吉野 （シングル・ヴァージョン）                                           |
| 16                | B-8               | モンキー・マジック 作詞:奈良橋陽子 作曲:タケカワユキヒデ 編曲:ミッキー吉野 （全詞英語、シングル・ヴァージョン）                                                  | MONKEY MAGIC 作詞:奈良橋陽子 作曲:タケカワユキヒデ 編曲:ミッキー吉野 （シングル・ヴァージョン）                                         |

カセットの「A」はA面、「B」はB面を表す。

## 特典
DISK UNIONにて、2009年に再発されたHQCD盤の「VOL.1」と「VOL.2」を同時購入すると、先着で収録されている曲のタイトル・ジャケット15種類（「ア・グッド・デイ」は『ポートピア』のB面曲のため）が描かれているポスト・カードが特典として付いてくる。基本的には収録曲順に並んでいるが、「僕のサラダ・ガール」と「モンキー・マジック」の順序だけが入れ替わっている。

## 着うた・着うたフル
2010年1月現在、ゴダイゴの楽曲の着うた及び着うたフルの半数以上が、当ベストアルバムの収録曲である。ここではダウンロード可能な当ベストアルバムの収録曲を記載する。
- 着うた(数字は収録曲の番号に対応)
  - 日本語版→01,02,04,05,06,07,08,09,10,11,12,13,14
  - 英語版→01,02,04,05,06,07,08,09,10,11,12,13,14
- 着うたフル(数字は収録曲の番号に対応)
  - 日本語版→01,02,04,05,06,07,08,11,12,13,14
  - 英語版→04

その後、2011年11月16日から、ゴダイゴの全オリジナル・アルバムとライヴ・アルバム、およびこの『GODIEGO GREAT BEST』、当日に配信限定で発売された『GODIEGO SINGLES』『GODIEGO 35TH ANNIVERSARY SELECTION』が配信開始された。